# بوكاري
بوكاري (بالبلغارية: Попари)‏ قرية تقع إدارياً ضمن مقاطعة غابروفو في بلغاريا. ويبلغ عدد سكانها 4 نسمة حسب تعداد 15 مارس 2015. تعتمد بوكاري للبريد على الرمز البريدي 5343.